# Nekrolog 1733
Nekrolog
◄◄
| ◄
| 1729
| 1730
| 1731
| 1732
| 1733 | 1734 | 1735 | 1736 | 1737 | ► | ►►
Weitere Ereignisse | Allgemeiner Nekrolog 1733
Die Beschreibung der verstorbenen Person sollte so kurz wie möglich gehalten sein und nur deren signifikante Tätigkeit(en) enthalten.
Neue Namen ggf. auch unter dem Geburts- und Sterbedatum, also etwa unter 1. Januar und im Geburts- und Sterbejahr (2024) eintragen (nur bei entsprechender großer Wichtigkeit). Für Beispiele siehe die schon vorhandenen Artikel.
Außerdem über die fünf zuletzt Verstorbenen, zu denen es einen ausreichend guten Artikel für eine Präsentation auf der Hauptseite gibt, nach der todesbedingten Überarbeitung der Artikel ggf. auch unter Wikipedia Diskussion:Hauptseite informieren und sie am besten auch in den anderen Wikipedia-Sprachversionen eintragen. Tipp: Regelmäßig bei news.google.de nach „ist tot“, „gestorben“ oder „verstorben“ suchen.
Wenn eine Person gestorben ist, gibt es viele Seiten zu dieser Person in der Wikipedia, die davon auch betroffen sind und entsprechend aktualisiert werden müssen. Beispiele: Namenübersichtsseite, Geburtsjahr, Geburtsort-Seiten und viele mehr.
Wie finde ich die betroffenen Seiten?
Im Suchfeld auf der linken Seite gibt man den Suchbegriff so ein: „Vorname Nachname“. Dann klickt man auf Volltext und alle Seiten mit entsprechendem Suchtext werden aufgerufen. Hier sieht man dann schnell, wo auch das Todesjahr Sinn macht oder sogar ein Teil des Artikels angepasst werden muss. Auch hilft das „Werkzeug“ auf der linken Seite sehr gut, um solche Seiten aufzufinden: „Links auf diese Seite“. Somit ist die Wikipedia wieder aktuell in allen Bereichen! Hinweis: bei Eintragung der Kategorie „Gestorben JAHR“ wird der Missbrauchsfilter 49 ausgelöst, was jedoch nicht schlimm ist. Siehe: Spezial:Missbrauchsfilter/49
Dies ist eine Liste von im Jahr 1733 verstorbenen bekannten Persönlichkeiten. Die Einträge erfolgen innerhalb der einzelnen Daten alphabetisch sortiert. Tiere sind im Nekrolog für Tiere zu finden.

## Januar
| Tag        | Name                                         | Beruf, bekannt als                                                                  | Alter | Beleg |
| ---------- | -------------------------------------------- | ----------------------------------------------------------------------------------- | ----- | ----- |
| 3. Januar  | Cyriak Blödner                               | deutscher Kartograph                                                                | 60    |       |
| 6. Januar  | Adam Adrian Ludwig von Hompesch              | preußisch-holländischer General                                                     |       |       |
| 12. Januar | Johannes von Muralt                          | Schweizer Anatom und Chirurg                                                        | 87    |       |
| 13. Januar | Alexander von der Schulenburg                | Generalleutnant und Gouverneur von Celle sowie Besitzer des Rittergutes Altenhausen | 70    |       |
| 13. Januar | Anton Sepp                                   | Missionar des Jesuitenordens in Südamerika                                          |       |       |
| 17. Januar | George Byng, 1. Viscount Torrington          | britischer Admiral                                                                  | 69    |       |
| 19. Januar | Friedrich Wilhelm von Kyaw                   | brandenburgischer und sächsischer Generalleutnant                                   | 78    |       |
| 20. Januar | Reinhardt Vincent von Hompesch               | holländischer General und Gouverneur von Luxemburg                                  |       |       |
| 21. Januar | Bernard Mandeville                           | niederländisch-englischer Arzt und Sozialtheoretiker                                | 62    |       |
| 22. Januar | Thomas Herbert, 8. Earl of Pembroke          | britischer Politiker                                                                |       |       |
| 23. Januar | Hermann Friedrich von Hohenzollern-Hechingen | österreichischer Generalfeldmarschall                                               | 68    |       |
| Januar     | Thai Sa                                      | Herrscher des Königreiches von Ayutthaya                                            |       |       |

## Februar
| Tag         | Name                            | Beruf, bekannt als                                                                            | Alter | Beleg |
| ----------- | ------------------------------- | --------------------------------------------------------------------------------------------- | ----- | ----- |
| 1. Februar  | August II.                      | Kurfürst von Sachsen, König von Polen                                                         | 62    |       |
| 6. Februar  | Luise Raugräfin zu Pfalz        | Raugräfin zu Pfalz                                                                            | 72    |       |
| 13. Februar | Ehrenreich Bogislaus von Creutz | preußischer Staatsminister                                                                    |       |       |
| 14. Februar | Caspar von Schönberg            | deutscher königlich-polnischer und kurfürstlich-sächsischer Kammerherr und Rittergutsbesitzer | 53    |       |
| 16. Februar | Ulrika Eleonora Stålhammar      | schwedische Soldatin                                                                          |       |       |
| 18. Februar | Lambert Friedrich Corfey        | deutscher Architekt und Militäringenieur                                                      | 64    |       |
| 26. Februar | Johann Adam Birckenstock        | deutscher Barock-Komponist                                                                    | 46    |       |
| 28. Februar | Ignaz Waibl                     | Tiroler Holzbildhauer                                                                         |       |       |

## März
| Tag      | Name                                | Beruf, bekannt als                                                                          | Alter | Beleg |
| -------- | ----------------------------------- | ------------------------------------------------------------------------------------------- | ----- | ----- |
| 3. März  | Yves d’Alègre                       | französischer Adliger und Marschall von Frankreich                                          |       |       |
| 4. März  | Claude de Forbin                    | französischer Admiral                                                                       | 76    |       |
| 5. März  | Johann Christian Lieberkühn         | preußischer Hof-Goldschmied und Zunft-Ältester                                              | 63    |       |
| 5. März  | Carl von Stein zu Nord- und Ostheim | deutscher Adliger                                                                           | 60    |       |
| 7. März  | Sarah Malcolm                       | irische Raubmörderin                                                                        | 22    |       |
| 10. März | Joachim Otto von Bassewitz          | Fürstlich Gottorp'scher Geheimer Rat, Kammerpräsident und Träger des Alexander-Newski-Orden | 47    |       |
| 12. März | Michel Le Quien                     | französischer Dominikaner, Bibliothekar, Dogmatiker, Kirchenhistoriker                      | 71    |       |
| 13. März | Charlotte Aïssé                     | französische Autorin                                                                        |       |       |
| 15. März | Daniel Nebel                        | deutscher Mediziner, Apotheker und Botaniker                                                | 68    |       |
| 30. März | Paris Francesco Alghisi             | italienischer Komponist des Barock                                                          | 66    |       |

## April
| Tag       | Name                           | Beruf, bekannt als                                               | Alter | Beleg |
| --------- | ------------------------------ | ---------------------------------------------------------------- | ----- | ----- |
| 3. April  | Wenzel Render                  | mährischer Architektur und Steinmetz                             |       |       |
| 5. April  | Johann Heinrich Orth           | Bürgermeister/Heilbronn                                          | 79    |       |
| 6. April  | Georg Friedrich Rogall         | deutscher Theologe des Pietismus                                 | 31    |       |
| 10. April | Daniel Joseph Mayer von Mayern | Erzbischof von Prag                                              | 77    |       |
| 12. April | Christian Meltzer              | deutscher Pfarrer und Chronist                                   | 77    |       |
| 14. April | Ippolito Desideri              | italienischer Jesuit                                             | 48    |       |
| 14. April | Marguerite Périer              | Nichte von Blaise Pascal                                         | 87    |       |
| 15. April | Johann Friedemann Schneider    | deutscher Logiker, Physiker und Jurist                           |       |       |
| 18. April | Lothar Franz Walter            | österreichischer Orgelbauer                                      |       |       |
| 19. April | Elizabeth Villiers             | englische Adlige und Mätresse von König Wilhelm III. von England |       |       |
| 24. April | Hesse Goldschmidt              | jüdischer Kaufmann und Unternehmer in Kassel                     |       |       |
| 25. April | Claes Sparre                   | schwedischer Admiral                                             | 60    |       |

## Mai
| Tag     | Name                                       | Beruf, bekannt als                                                         | Alter | Beleg |
| ------- | ------------------------------------------ | -------------------------------------------------------------------------- | ----- | ----- |
| 1. Mai  | Nicolas Coustou                            | französischer Bildhauer                                                    | 75    |       |
| 2. Mai  | Christoph Otto von Velen                   | kaiserlicher Generalfeldmarschall                                          | 61    |       |
| 3. Mai  | Johann Ludwig von Fabrice                  | deutscher Diplomat und Staatsmann in den Diensten von Kurhannover          | 56    |       |
| 3. Mai  | Conrad Mel                                 | deutscher reformierter Theologe, Pädagoge und Schriftsteller               | 66    |       |
| 5. Mai  | Nikolaus Heyendal                          | deutscher katholischer Theologe und Abt der Abtei Rolduc                   | 74    |       |
| 5. Mai  | Johann Baptist von Roll                    | Komtur des Deutschen Ordens und Minister                                   |       |       |
| 8. Mai  | Bernard Picart                             | französischer Kupferstecher und Buchillustrator                            | 59    |       |
| 10. Mai | Jacob August Franckenstein                 | deutscher Rechtswissenschaftler und Enzyklopädist                          | 43    |       |
| 13. Mai | Cornelius Johannes Barchman Wuytiers       | niederländischer altkatholischer Erzbischof von Utrecht                    |       |       |
| 14. Mai | Kost Hordijenko                            | Ataman der Saporoger Kosaken                                               |       |       |
| 16. Mai | Antonio del Giudica                        | italienischer Adliger, Militär und Diplomat im Dienste spanischer Könige   |       |       |
| 18. Mai | Georg Böhm                                 | deutscher Komponist                                                        | 71    |       |
| 22. Mai | Jacques Bazin de Bezons, marquis de Bezons | französischer Adliger, Marschall von Frankreich und Gouverneur von Cambrai | 86    |       |
| 31. Mai | Baltzer Friedrich von Sydow                | preußischer Generalleutnant, Kommandant der Festung Küstrin                | 81    |       |

## Juni
| Tag      | Name                                | Beruf, bekannt als                                                            | Alter | Beleg |
| -------- | ----------------------------------- | ----------------------------------------------------------------------------- | ----- | ----- |
| 1. Juni  | Samuel Gerhard von Melle            | deutscher Theologe                                                            | 42    |       |
| 2. Juni  | Christian Petzold                   | deutscher Organist und Komponist                                              |       |       |
| 2. Juni  | Antoine la Grave                    | deutscher Räuberhauptmann                                                     |       |       |
| 2. Juni  | Johann Adam Wratislaw von Mitrowitz | Bischof von Königgrätz, Bischof von Leitmeritz, ernannter Erzbischof von Prag | 56    |       |
| 6. Juni  | Martin Bernigeroth                  | deutscher Kupferstecher                                                       |       |       |
| 14. Juni | Katharina Iwanowna                  | Herzogin von Mecklenburg-Schwerin                                             | 41    |       |
| 23. Juni | Johann Jakob Scheuchzer             | Schweizer Arzt und Naturforscher                                              | 60    |       |
| 25. Juni | Franz Bernhard von Prielmayr        | bayerischer Militär                                                           | 65    |       |
| 29. Juni | Johann Heinrich Mylius der Jüngere  | deutscher Rechtswissenschaftler                                               | 23    |       |

## Juli
| Tag      | Name                                            | Beruf, bekannt als                             | Alter | Beleg |
| -------- | ----------------------------------------------- | ---------------------------------------------- | ----- | ----- |
| 2. Juli  | Johann Christoph Kridel                         | Organist, Musikpädagoge, Dichter und Komponist | 60    |       |
| 4. Juli  | Jean-Baptiste Girard                            | französischer Jesuit, Romanfigur               |       |       |
| 10. Juli | Franziska Sibylla Augusta von Sachsen-Lauenburg | Regentin von Baden-Baden                       | 58    |       |
| 11. Juli | Jakob Hermann                                   | Schweizer Mathematiker                         | 54    |       |
| 12. Juli | Anne-Thérèse de Marguenat de Courcelles         | französische Schriftstellerin und Salonnière   |       |       |
| 13. Juli | Ottokar von Starhemberg                         | österreichischer General                       | 51    |       |
| 14. Juli | Johann Georg Hamann                             | deutscher Schulleiter und Schriftsteller       |       |       |
| 20. Juli | Johann Christian Joseph                         | Herzog von Pfalz-Sulzbach                      | 33    |       |
| 27. Juli | Cuno Josua von Bülow                            | kurbraunschweigischer General-Feldmarschall    | 75    |       |
| 29. Juli | Georg Friedrich Pancug                          | Bürgermeister von Heilbronn                    | 79    |       |
| Juli     | Jan van Huchtenburgh                            | niederländischer Maler                         |       |       |

## August
| Tag        | Name                          | Beruf, bekannt als                                                         | Alter | Beleg |
| ---------- | ----------------------------- | -------------------------------------------------------------------------- | ----- | ----- |
| 14. August | William Houstoun              | britischer Arzt und Botaniker                                              |       |       |
| 16. August | Matthew Tindal                | Vertreter des Deismus in England                                           |       |       |
| 18. August | Johann Jakob Scheffmacher     | deutscher Jesuitenpater, römisch-katholischer Theologe und Hochschullehrer | 65    |       |
| 24. August | Jean-Baptiste Moreau          | französischer Komponist                                                    |       |       |
| August     | Pieter van der Aa             | niederländischer Buchdrucker und Kupferstecher                             |       |       |
| August     | Konrad Heinrich von der Mosel | preußischer General, Gouverneur von Wesel                                  |       |       |

## September
| Tag           | Name                                 | Beruf, bekannt als                                          | Alter | Beleg |
| ------------- | ------------------------------------ | ----------------------------------------------------------- | ----- | ----- |
| 9. September  | Jost Volprecht Riedesel zu Eisenbach | Offizier, 19. Hessischer Erbmarschall                       |       |       |
| 9. September  | Helena Smunnincx                     | niederländische Dichterin und Zeichnerin                    |       |       |
| 11. September | François Couperin                    | französischer Organist und Komponist                        | 64    |       |
| 14. September | Johann Rigalia der Jüngere           | Maurermeister des Barock                                    |       |       |
| 16. September | Antonio Banchieri                    | italienischer Geistlicher und Kardinal der Römischen Kirche | 66    |       |
| 20. September | Christian August Hausen der Ältere   | deutscher lutherischer Theologe und Historiker              | 70    |       |
| 25. September | Georg Motz                           | deutscher Organist, Kantor und Kirchenmusiker               | 79    |       |
| 26. September | Adolf Lefèvre                        | Jurist und Ratsherr der Hansestadt Lübeck                   | 64    |       |
| 29. September | Georg Ludwig von Uffeln              | kaiserlicher General                                        |       |       |

## Oktober
| Tag         | Name                                           | Beruf, bekannt als                                                                               | Alter | Beleg |
| ----------- | ---------------------------------------------- | ------------------------------------------------------------------------------------------------ | ----- | ----- |
| 3. Oktober  | Joseph Schaitberger                            | evangelischer Glaubenskämpfer und Bergmann                                                       | 75    |       |
| 6. Oktober  | Baldassare Fontana                             | schweizerisch-italienischer Architekt, Bildhauer und Stuckateur des Barock                       | 72    |       |
| 11. Oktober | Christoph I. zu Dohna-Schlodien                | brandenburgisch-preußischer General und Diplomat                                                 | 68    |       |
| 14. Oktober | Pietro Pariati                                 | italienischer Dichter und Librettist                                                             | 68    |       |
| 16. Oktober | Thomas Haresleben                              | österreichischer Steinmetzmeister und Bildhauer des Barock, Dombaumeister zu St. Stephan in Wien |       |       |
| 20. Oktober | Pierre Dandrieu                                | französischer Organist und Komponist                                                             |       |       |
| 23. Oktober | Francisco Fernández de la Cueva Enríquez       | Vizekönig von Neuspanien                                                                         | 66    |       |
| 24. Oktober | Henrietta Churchill, 2. Duchess of Marlborough | britische Adlige                                                                                 | 52    |       |
| 25. Oktober | Gotō Konzan                                    | japanischer Arzt                                                                                 | 74    |       |
| 25. Oktober | Giovanni Girolamo Saccheri                     | italienischer Ordensgeistlicher, Philosoph, Theologe und Mathematiker                            | 66    |       |
| 26. Oktober | Antonio Veracini                               | italienischer Violinist und Komponist des Barock                                                 | 74    |       |
| 31. Oktober | Eberhard Ludwig                                | Herzog von Württemberg                                                                           | 57    |       |

## November
| Tag          | Name                       | Beruf, bekannt als                                          | Alter | Beleg |
| ------------ | -------------------------- | ----------------------------------------------------------- | ----- | ----- |
| 11. November | Gabriel Cano de Aponte     | Gouverneur von Chile                                        |       |       |
| 11. November | Luke Fagan                 | irischer römisch-katholischer Erzbischof von Dublin         |       |       |
| 15. November | Ludwig Christian Crell     | deutscher Philosoph                                         | 62    |       |
| 21. November | Johann Raab von Haxthausen | kurpfälzischer General, kaiserlicher Feldmarschall-Leutnant |       |       |
| 28. November | Kaspar Achatius Beck       | deutscher Jurist                                            | 47    |       |

## Dezember
| Tag          | Name                                   | Beruf, bekannt als                                                           | Alter | Beleg |
| ------------ | -------------------------------------- | ---------------------------------------------------------------------------- | ----- | ----- |
| 2. Dezember  | Gerard Hoet                            | niederländischer Maler                                                       | 85    |       |
| 4. Dezember  | Wolfgang Philipp von und zu Guttenberg | deutscher Ordensritter des Malteserordens                                    | 86    |       |
| 7. Dezember  | Heinrich Muhlius                       | deutscher evangelischer Theologe                                             | 67    |       |
| 7. Dezember  | Edward Lovett Pearce                   | irischer Architekt                                                           |       |       |
| 12. Dezember | Anton III.                             | deutscher Adliger, regierender Graf der Grafschaft Monfort                   | 63    |       |
| 18. Dezember | Gaetano Casanova                       | italienischer Schauspieler, mutmaßlicher Vater vom Giacomo Girolamo Casanova | 36    |       |
| 22. Dezember | Johann Georg Becht                     | deutscher Bürgermeister von Heilbronn (1731–1733)                            | 72    |       |
| 23. Dezember | Maria Bricca                           | italienische Köchin                                                          | 49    |       |
| 25. Dezember | Gottlob Kranz                          | deutscher Pädagoge und Historiker                                            | 73    |       |
| 26. Dezember | Paul Ignaz Bayer                       | böhmischer Architekt                                                         |       |       |

## Datum unbekannt
| Tag | Name                          | Beruf, bekannt als                                                                    | Alter | Beleg |
| --- | ----------------------------- | ------------------------------------------------------------------------------------- | ----- | ----- |
|     | Francesco Bartoli             | italienischer Kupferstecher und Antiquar                                              |       |       |
|     | Josias Wolrat Brützel         | Bildschnitzer und Tischler                                                            |       |       |
|     | Michelangelo Faggioli         | italienischer Jurist und Komponist                                                    |       |       |
|     | Iwan Fjodorow                 | russischer Seefahrer und Entdecker                                                    |       |       |
|     | Johann Friedrich von Flemming | kursächsischer Oberforst- und Wildmeister sowie Jagdschriftsteller                    |       |       |
|     | Etienne Maillet de Fourton    | Wasserbauingenieur in Hannover-Herrenhausen, Ingenieurhauptmann und Unternehmer       |       |       |
|     | José de Grimaldo              | spanischer Politiker und Ministerpräsident                                            |       |       |
|     | Franz Joseph Lederer          | Freisinger Hofmaler                                                                   |       |       |
|     | Johannes Martinus             | Schweizer Theologe, Liederdichter und -sammler                                        | ≈89   |       |
|     | Friedrich Christoph Osemund   | deutscher Publizist, Philologe, Historiker und Alchemist                              |       |       |
|     | Manuel de Santo António       | Bischof von Malakka und portugiesischer Gouverneur von Portugiesisch-Timor            |       |       |
|     | Francesco Paolo Masullo       | italienischer Soprankastrat und Kapellmeister                                         |       |       |
|     | Peter von Montargues          | preußischer Generalmajor und Chef des Ingenieurskorps                                 |       |       |
|     | Karl Friedrich von Papstein   | königlich preußischer Generalmajor und Chef des Kürassier-Regiments Nr. 7             |       |       |
|     | Johann Seifert                | Genealoge und Autor                                                                   |       |       |
|     | Valentin Reuschl              | deutscher Maler                                                                       |       |       |
|     | Daniel Vasserot               | französischer Industrieller                                                           |       |       |
|     | Alexander III. von Velen      | Reichsgraf und kurpfälzischer General-Kommandeur                                      |       |       |
|     | Johann Heinrich Wedderkamp    | deutscher lutherischer Theologe und Generalsuperintendent der Generaldiözese Bockenem |       |       |